# جوستين شابمان
جوستين شابمان (بالإنجليزية: Justin Chapman)‏ هو صحفي وممثل أمريكي، ولد في 21 سبتمبر 1985 في الولايات المتحدة.

## وصلات خارجية
- جوستين شابمان على موقع IMDb (الإنجليزية)
- جوستين شابمان على موقع ألو سيني (الفرنسية)
- جوستين شابمان على موقع أول موفي (الإنجليزية)
- جوستين شابمان على موقع قاعدة بيانات الأفلام السويدية (السويدية)
- جوستين شابمان على موقع كينوبويسك (الروسية)